# 줄리 가드너
줄리 가드너(영어: Julie Gardner, MBE, 1969년 6월 4일 ~ )는 영국 웨일스의 텔레비전 프로듀서이다. 《닥터 후》의 2005년 부활 시리즈와 동일 드라마의 스핀오프 드라마인 《토치우드》와 《사라 제인 어드벤처》에서 총괄 프로듀서를 맡은 것으로 유명하다. 가드너는 BBC 월드와이드에서 일하기 위해 로스앤젤레스로 떠나기 전인 2003년부터 2009년까지 《닥터 후》에서 작업을 했다.

## 서훈
- 2014년 대영 제국 훈장 5등급(MBE) 수훈[1]

## 참조
서적
- Lyon, J Shaun. Back to the Vortex. (Chapter Three: "The Executive Three", pages 42 and 43). Tolworth. Telos Publishing Ltd. 2005. ISBN 1-903889-78-2.

잡지
- Cook, Benjamin & Hickman, Clayton. Gardner's World. "Doctor Who Magazine". Issue 354. Cover date 30 March 2005. Pages 12–19.